# Витенцевель
Ви́тенцевель (нем. Wittenpöwel), также мыза Ви́ти (эст. Viti mõis) — побочная мыза рыцарской мызы Фена (Вяэна) на севере Эстонии в волости Харку уезда Харьюмаа. Согласно историческому административному делению, относилась к Кегельскому приходу.

## История мызы
В 1630 году король Швеции Густав II Адольф подарил главе Эстляндского рыцарства Герману Витту (Hermann Witt) 6 сох земли в деревнях Айба (эст. Aiba, нем. Aipa) и Пяэла (эст. Pääla, нем. Refel), на которых позже возникла мыза Витенцевель.
Название мызы происходит от фамилии её первого хозяина.
После Северной войны мыза принадлежала Герману фон Рентелну (Hermann von Renteln). С 1740 года мызой владел Кристьян Бухау (Christian Buchau).
В 1785 году мыза перешла во владение Йохана Кристьяна фон Вистенгаузена (Johann Christian von Wistinghausen) и оставалась во владении его семьи семь последующих десятилетий.
На военно-топографических картах Российской империи (1846–1863 годы), в состав которой входила Эстляндская губерния, мыза отмечена как мз. Витенцевель.
С 1858 года до национализации 1919 года мыза была в собственности владельцев мызы Фена (Вяэна) — дворянского семейства Штакельбергов, став побочной мызой мызы Фена.
В настоящее время в главном здании мызы работает семейный дом на 55 мест для людей с особыми психическими потребностями.

## Главное здание
Главное здание мызы — это одноэтажное строение с полускатной крышей. Центральная часть здания двухэтажная, перед ней расположен маленький многоугольный вестибюль. Главное здание построено, вероятно, в конце 18-го столетия. Оно дошло до наших дней сильно перестроенным в 20-м столетии. Здание сделали в полном объёме двухэтажным, а центральную часть — трёхэтажной.

## Мызный комплекс
Сохранились некоторые хозяйственные постройки мызы, самым представительным из них является остов 12-турбинной мельницы к юго-востоку от главного здания.
Хозяйственные постройки были расположены перед главным зданием вдоль южной границы почётного круга.
Дорога, которая вела из Вяэна в Вити последние 250 метров, была прямой аллеей, ориентированной на центр мызы. Не доходя до круга у главного здания, аллея пересекалась с исторической дорогой Раннамыйза — Мурасте — Лауласмаа.